# 北京政变 (1924年)
北京政变、或稱甲子政變，為1924年10月23日馮玉祥在北京發動的兵變，藉此推翻直系，劫持大總統曹錕，賜死曹錕之弟曹銳，並將前清末帝溥儀驅逐出紫禁城，奪取清宮珍寶。由於時為甲子年，故稱或甲子政變，因北京為當時的中華民國首都，也稱北京政變、北京事變或首都革命。

## 背景
1924年9月，第二次直奉战争爆发，冯玉祥被直系大總統曹錕任命为“讨逆军”第三军总司令，出古北口迎战热河方向的奉军。10月，直系吳佩孚率重兵與奉系張作霖在山海關激戰不休，陷入僵局，此時鎮守西北地區的直系軍閥馮玉祥按兵不動於古北口觀望。其後馮收受張作霖五十萬大洋賄賂，再秘密與早前失勢下野的皖系段祺瑞及偏安嶺南的廣東軍政府孙中山聯絡。孙中山曾指示于右任、焦易堂、徐季龙等人秘密策反西北軍閥冯玉祥、胡景翼、孙岳联系，策反工作，並贈冯《三民主义》六千本、《建国方略》和《建国大纲》各一千本，馮收到後隨即将書籍下發予官兵阅读。
10月23日，冯玉祥突然發難倒戈直系並自立為國民軍，率部攻入北京再包围总统府，劫持直系大總統曹錕並将其囚禁在团城，更推翻第二次顏惠慶內閣，改以黃郛為攝行大總統。直系控制的北京政府被逼下令停战并解除吴佩孚的职务，同屬直系的孫傳芳（浙閩分支）早與馮玉祥秘密達成協議，選擇作壁上觀並任憑其政變。
政變後北洋政府大失威望，也讓日後國民革命軍北伐有可趁之機。

## 後續
政变后，冯玉祥授意國務總理攝行大總統黃郛通过《修正清室优待条件》，11月5日，馮玉祥命其部下鹿鍾麟與李石曾和張璧奉「攝行大總統黃郛命令」，帶著《修正清室優待條件》宣言文件，率兵佔領紫禁城，強迫仍保留皇帝尊號的前清末帝溥儀簽署聲明，「取消帝號、離開皇城」，並稱如果拒絕，就用多門火炮把故宮夷為平地。溥儀別無選擇，只能答應在兩天內收拾個人物品離開。離開紫禁城之後，溥儀先前往父親載灃的宅邸醇親王府居住，並由國民軍「進行保護」，實際上是軟禁。11月30日，曹锟四弟曹锐，被馮玉祥拘捕而勒令自盡。
1925年2月24日，溥儀在鄭孝胥、陳寶琛和日本人的協助下，裝扮成商人經東交民巷日本大使館至使館前方的火車站乘車逃往天津市，先後居住於天津市日租界的張園和靜園。
此時北京反對聲音驟起，冯玉祥无法控制局面，遂邀请廣東軍政府的孙中山北上商议。随后又与奉系达成协议，为让督理山东军务的皖系郑士琦阻止直系沿津浦路北上，同意请段祺瑞入主北京，任中华民国执政。孙中山上京途中即被診斷末期肝癌，終於1925年3月12日病逝北京，南北議和自此成為泡影。段祺瑞继续主持善后会议，会后成立临时参政院，行使国会职能，其後解散中華民國第一屆國會，並正式廢除中華民國臨時約法。
1925年11月冯玉祥唆使在反奉戰爭中率領奉軍七萬士卒的郭松龄，背叛張作霖，郭松齡發動兵變，陳兵巨流河，被張學良率軍打败，隨後奉军入关。
1926年4月9日冯玉祥背叛、驅逐段祺瑞，随即被奉系击败，撤出北京，在南口大战中坚持三個月，后撤回至西北偏僻地区。

## 人物图片

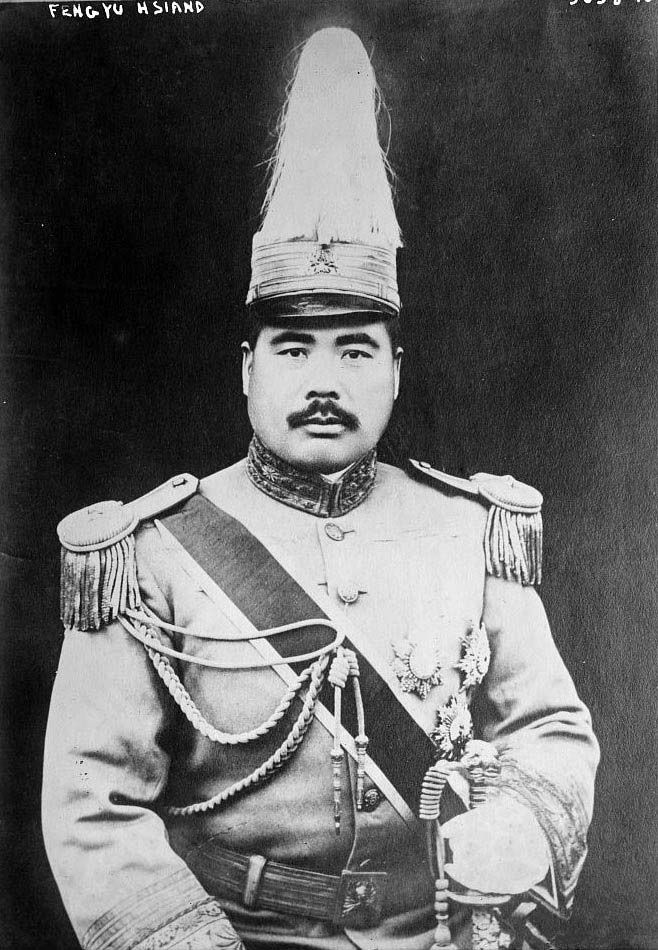
冯玉祥
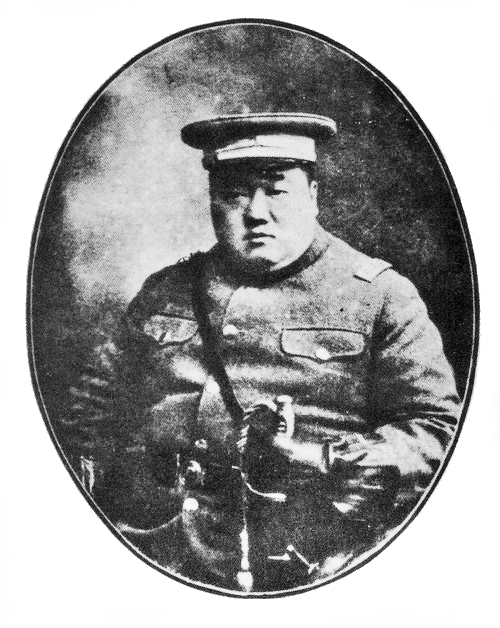
胡景翼
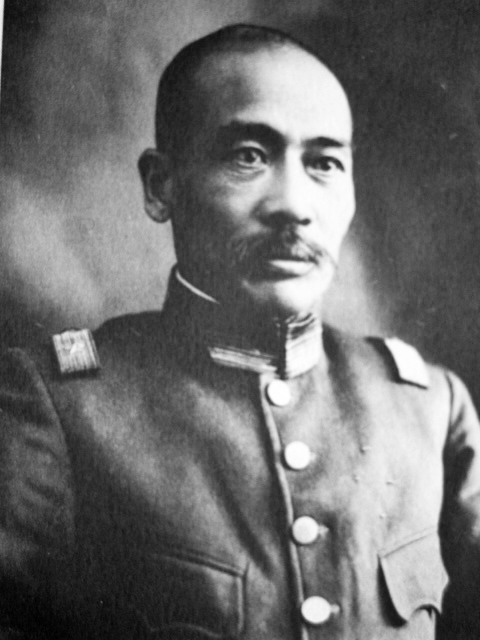
孙岳

## 評價
- 章太炎說：“六年溥儀復辟，則優待條件自消。”[來源請求]
- 胡適於信中說：“我對於此次政變，還不曾說過話；今天感於一時的衝動，不敢不說幾句不中聽的話。”又說：“我是不贊成清室保存帝號的，但清室的優待乃是一種國際的信義、條約的關係。條約可以修正，可以廢止，但堂堂的民國，欺人之弱，乘人之喪，以強暴行之，這真是民國史上一件最不名譽的事。”[4]